# Persone di cognome Diop
| Questa pagina contiene informazioni ricavate automaticamente dalle voci biografiche con l'ausilio del template Bio e di un bot. L'aggiornamento è periodico e automatico e ricostruisce completamente la pagina. Se manca una persona in questa lista, sei pregato di non aggiungerla, ma accertati piuttosto che la sua voce biografica contenga il template Bio e che i dati anagrafici siano correttamente compilati. Se il template Bio manca, inseriscilo tu stesso o, in alternativa, metti l'avviso {{tmp\|Bio}} che ne segnala la mancanza. Se i dati riportati sono sbagliati, correggi direttamente la voce biografica; le modifiche saranno visibili in questa lista entro pochi giorni. Per chiarimenti vedi il progetto biografie. La lista contiene solo le 43 persone che sono citate nell'enciclopedia e per le quali è stato implementato correttamente il template Bio. Pagina aggiornata al 3 nov 2022. |

Questa è una lista di persone presenti nell'enciclopedia che hanno il cognome Diop, suddivise per attività principale.

## Attori(3)
- Anna Diop, attrice senegalese (Dakar, n.1988)
- Mati Diop, attrice, regista e sceneggiatrice francese (Parigi, n.1982)
- Sidy Diop, attore e ex modello senegalese (Dakar, n.1975)

## Calciatori(18)
- Alassane Diop, calciatore mauritano (n.1997)
- Amidou Diop, calciatore senegalese (Missirah, n.1992)
- Babacar Diop, calciatore mauritano (Ksar, n.1995)
- Birahim Diop, ex calciatore senegalese (Thiès, n.1979)
- Biranna Diop, ex calciatore equatoguineano (Dakar, n.1982)
- Clément Diop, calciatore senegalese (Parigi, n.1993)
- Dame Diop, calciatore senegalese (Louga, n.1993)
- Djibril Diop, calciatore senegalese (Thiès, n.1999)
- Issa Diop, calciatore francese (Tolosa, n.1997)
- Makhete Diop, calciatore senegalese (Louga, n.1988)
- Mouhamed Diop, calciatore senegalese (Thiaroye, n.2000)
- Oumar Diop, calciatore guineano (Conakry, n.1992)
- Ousmane Diop, ex calciatore senegalese (n.1975)
- Papa Bouba Diop, calciatore senegalese (Dakar, n.1978 - Parigi, † 2020)
- Papa Malick Diop, ex calciatore senegalese (Cherif Lo, n.1974)
- Papa Kouli Diop, calciatore senegalese (Kaolack, n.1986)
- Pape Seydou Diop, ex calciatore senegalese (Dakar, n.1979)
- Sofiane Diop, calciatore francese (Tours, n.2000)

## Cestisti(14)
- Adama Diop, cestista senegalese (Dakar, n.1968 - † 1997)
- Alioune Diop, cestista e allenatore di pallacanestro senegalese (Saint-Louis, n.1930 - Dakar, † 2011)
- Aminata Nar Diop, ex cestista senegalese (Rufisque, n.1983)
- Bandegne Diop, ex cestista senegalese (Dakar, n.1979)
- DeSagana Diop, ex cestista e allenatore di pallacanestro senegalese (Dakar, n.1982)
- Khardy Diop, ex cestista senegalese (Dakar, n.1971)
- Khalifa Diop, cestista senegalese (Guédiawaye, n.2002)
- Mamadou Diop, ex cestista senegalese (n.1955)
- Moustafa Diop, ex cestista senegalese (n.1951)
- Mohamed Diop, ex cestista senegalese (Dakar, n.1981)
- Ousmane Diop, cestista senegalese (Rufisque, n.2000)
- Papa Malick Diop, cestista senegalese (Dakar, n.1944 - Dakar, † 2013)
- Pape Diop, cestista senegalese (Dakar, n.1996)
- Yacine Diop, cestista senegalese (Dakar, n.1995)

## Judoka(1)
- Moussa Diop, judoka senegalese (n.1997)

## Letterati(1)
- Alioune Diop, letterato e politico senegalese (Saint-Louis, n.1910 - Parigi, † 1980)

## Poeti(1)
- Birago Diop, poeta senegalese (Dakar, n.1906 - Ouakam, † 1989)

## Politici(1)
- Majhemout Diop, politico e storico senegalese (Saint-Louis, n.1922 - Dakar, † 2007)

## Registi(2)
- Alice Diop, regista francese (Aulnay-sous-Bois, n.1979)
- Moustapha Diop, regista beninese (Cotonou, n.1945)

## Scrittori(2)
- Boubacar Boris Diop, scrittore senegalese (Dakar, n.1946)
- David Diop, scrittore francese (Parigi, n.1966)